# Vickers-Berthier
Виккерс-Бертье (англ. Vickers-Berthier) — ручной пулемёт, разработанный французским офицером Андрэ Бертье в начале XX века. В 1917 году был принят на вооружение армии США, однако производство в Америке так и не было налажено. Далее Бертье продал права на конструкцию английской фирме Vickers-Armstrong Ltd., начавшей производство в 1928 году для участия в конкурсе на ручной пулемёт для британской армии, в котором Vickers-Berthier уступил Bren. Однако новым пулемётом заинтересовалась индийская армия, для которой в 1931 году была разработана версия Mk.2, а в 1933 — финальная Mk.3.
Mk.3 отличался от предшественников наличием быстросъемного ствола, а также возможностью использования со станка.